# Горький Карамык
Горький Карамык (Сухой Карамык) — река в России, протекает в Ставропольском крае. Устье реки находится в 41 км по правому берегу реки Мокрый Карамык. Длина реки составляет 65 км, площадь водосборного бассейна 329 км².

## Данные водного реестра
По данным государственного водного реестра России относится к Западно-Каспийскому бассейновому округу, водохозяйственный участок реки — Кума от Отказненского гидроузла до города Зеленокумск. Речной бассейн реки — Бессточные районы междуречья Терека, Дона и Волги.
Код объекта в государственном водном реестре — 07010000712108200002108.